# Boevange
Boevange är en ort i Luxemburg.   Den ligger i distriktet Diekirch, i den nordvästra delen av landet, 50 kilometer norr om huvudstaden Luxemburg. Boevange ligger 442 meter över havet och antalet invånare är 125.